# Azamat Erkinbajew
Azamat Erkinbajew (ur. 9 maja 1986) – kirgiski zapaśnik walczący w stylu klasycznym. Trzykrotny uczestnik mistrzostw świata, zajął 26. miejsce w 2011. Piąte miejsce na igrzyskach azjatyckich w 2010, szósty w 2002 i ósmy w 2006. Osiem razy wystąpił w mistrzostwach Azji, ale tylko raz (w 2005 roku) udało mu się zdobyć brązowy medal.